# Nicholas Otaru
Nicholas Otaru (Turku, 15 luglio 1986) è un ex calciatore finlandese di origine nigeriana, di ruolo centrocampista.

## Carriera

### Club
Ha giocato complessivamente 9 partite in Europa League con l'Honka, 8 delle quali nei turni preliminari della manifestazione.

### Nazionale
Ha giocato una partita negli Europei Under-21 del 2009 ed una partita amichevole con la Nazionale maggiore.

## Palmarès

### Club

#### Competizioni nazionali
- Coppa di Finlandia: 1

Honka: 2012
- Coppa di Lega finlandese: 2

Honka: 2010, 2011